# 双四穆尔蛭
双四穆蛭（学名：Mooreobdella quaternaria），也称双四穆尔蛭，为石蛭科穆蛭属的动物，俗名双四毛尔石蛭、双四红蛭。分布于俄罗斯的远东地区以及中国大陆的江苏、广西、山东、贵州等地，常固着于溪流边的石块下以及喜清水。该物种的模式产地在江苏苏州。